# Maria (chanson de Jean Ferrat)
Pour les articles homonymes, voir Maria.
Pistes de Maria
Heureux celui qui meurt d'aimer
Maria est une chanson de Jean Ferrat, sortie en 1967, elle ouvre l'album auquel elle donne son titre. Composée par Jean Ferrat, les paroles écrites par Jean-Claude Massoulier, avec l'histoire de cette mère qui pleure la mort de  ses deux fils devenus « frères ennemis », symbolise l'horreur et le drame qui frappa l'Espagne durant la guerre civile.

## Thème de la chanson
Maria est une mère espagnole en deuil de ses deux fils morts durant la Guerre d'Espagne (1936-1939), tous deux engagés par convictions dans le conflit, mais pas dans le même camp. L'un soutient les républicains, l'autre les nationalistes. Au cours d'une bataille, l'un découvrant qu'il vient d'abattre son frère, retourne son arme contre lui et se suicide. À nouveau (ré)unis dans la mort, leurs sangs se mêlent.

## La chanson
«  Maria avait deux enfants

Deux garçons dont elle était fière

[...]

Les deux garçons de Maria

N'étaient pas dans le même camp

N'étaient pas du même combat

L'un était rouge, et l'autre blanc
Qui des deux tira le premier

[...]

Et lequel des deux s'est tué

Sur le corps tout chaud de son frère ?

[...]

Si vous lui parlez de la guerre

Si vous lui dites liberté

Elle vous montrera la pierre

Où ses enfants sont enterrés
Maria avait deux enfants

[...]

Et c'était bien la même chair

Et c'était bien le même sang »
(paroles Jean-Claude Massoulier, extraits)

## Discographie
1967
- super 45 tours Barclay 71 123[1] : Maria, La liberté est en voyage, Heureux celui qui meurt d’aimer, En groupe, en ligue, en procession
- 33 tours Barclay Maria

1980
- Jean Ferrat, sous le label Temey, réenregistre la quasi-totalité de son œuvre ; il grave donc une nouvelle version de Maria publiée cette même année en 33 tours.

## Réception
Maria se classe à la 11e place des hits parades et demeure 13 semaines dans le top 100 (selon Infodisc).

## Reprises
- Simultanément à celle de Jean Ferrat, sort une version enregistrée (fin 1966[3]), par Isabelle Aubret[4].